# Sailor Moon
Sailor Moon (美少女戦士セーラームーン, Bishōjo Senshi Sērā Mūn), ook bekend als Sailor Moon: het meisje met de macht van de maannevel, Pretty Soldier Sailor Moon of Pretty Guardian Sailor Moon, is een Japanse mediafranchise, die bedacht is door Naoko Takeuchi. De franchise bestaat uit onder andere een mangaserie, animeserie, meerdere films, verscheidene musicals en een live-action-televisieserie. De serie wordt vaak gezien als de serie die het mahō shōjo-genre nieuw leven heeft ingeblazen.

## Achtergrond
De verschillende verhalen in de franchise draaien allemaal om de reïncarnaties van de verdedigers van een oud koninkrijk, dat ooit het hele zonnestelsel besloeg. De hoofdpersonen staan bekend als de
Sailor Strijdsters (セーラー戦士, Sērā Senshi): tienermeisjes die kunnen veranderen in heldinnen met krachten gebaseerd op de maan en verschillende planeten.
De Sailor Moon manga werd voorafgegaan door Codename: Sailor V (コードネームはセーラーＶ, Kōdonēmu wa Sērā Bui), die slechts om één Sailor Strijdster draaide. Voor Sailor Moon breidde Takeuchi dit idee verder uit door meer personages te creëren. De resulterende manga was een soort fusie tussen het mahō shōjo-genre en sentai-genres.

## Verhaal
De protagonist van het verhaal is Bunny Tsukino (Usagi Tsukino in de originele versie), een meisje dat in Azabu-Jūban (een wijk in Tokio) woont en op een dag de pratende poes genaamd Luna ontmoet. Luna vertelt haar dat ze de Sailor Strijdster van de maan is en het kwaad moet bestrijden. Bunny krijgt daarvoor van Luna een broche waarmee ze in Sailor Moon kan veranderen. Ze vecht als Sailor Moon tegen verschillende vijanden. Naarmate de serie vordert, leert ze meer over haar verleden en haar krachten. Tevens ontdekt ze de andere Sailor Strijdsters: Sailor Mercurius (Mercury), Sailor Mars, Sailor Jupiter en Sailor Venus.
De plot beslaat vijf grote verhaallijnen. In elke verhaallijn staat een andere tegenstander centraal.
1. Het koninkrijk der duisternis (Dark Kingdom): Hierin ontdekt Bunny haar krachten en leert ze de andere Sailorstrijders kennen. De groep moet de aarde verdedigen tegen het duistere koninkrijk, geleid door koningin Perillia (クイン・ベリル, Kuin Beriru, koningin Beril). Bunny moet de andere Sailor Strijdsters en de maanprinses vinden om de koningin te kunnen verslaan. Nadat de andere Sailor Strijdsters ontwaakt zijn en tevergeefs naar de prinses zoeken, ontdekken ze dat Bunny zelf prinses Serenity, de prinses van het Zilveren Millennium, is. Mamoru Chiba, die zich in Tuxedo Mask kan veranderen, is de prins van de aarde, prins Endymion. De prins en de prinses waren in hun vorige levens een liefdespaar, maar werden gedood toen de strijdmacht van de aarde het rijk van het Zilveren Millennium vernietigde. Maar koningin Serenity heeft met het zilveren kristal de levens van de maankinderen (dus ook de Sailor Strijdsters) en de prins, de prinses en Luna en Artemis, de twee katten, gered.
2. Black Moon: Sinds de strijd tegen het duistere koninkrijk zijn de geheugens van de Sailorstrijders gewist, zodat ze zich niets meer herinneren van wat er is gebeurd. Wanneer de aarde echter wordt bedreigd door een nieuw kwaad, de Black Moon Clan, herstelt Luna hun geheugens en hun vermogen om Sailorstrijders te worden. De groep bindt de strijd aan met de Black Moon Clan.
3. Super: Alles lijkt voorbij sinds de laatste strijd tegen Death Phantom. Maar Rei krijgt dromen waarin een grote verwoesting en vernietiging van de wereld gezien wordt. Dit wordt geleid door 'The Silence'. Er gebeuren mysterieuze dingen. Professor Tomoe wil koste wat kost The Messiah of Silence tot leven wekken. In het begin zijn zij (de Death Busters, geleid door de professor) op zoek naar de drie talismannen, de Space Sword, de Deep Aqua Mirror en de Garnet Orb. Die drie kunnen samen de Holy Grail maken. Als Sailor Moon de Holy Grail in handen krijgt, gaan ze verder met hun andere doel. Een goed Pure Heart Crystal te vinden om hun Messiah tot leven te wekken. Het wordt een strijd tussen de Sailors en de Death Busters.
4. SuperS/Dream: Tijdens een zonsverduistering landt het Dead Moon Circus op Aarde. In het circus zitten de gekste wezens. Deze worden geleid door Zirconia. In het begin zijn er drie mensen die door Zirconia de opdracht krijgen hen die een mooie droom hebben, in hun droom te kijken en om Pegasus, een machtig wezen, te vangen. Ondertussen krijgt Chibiusa dromen over Pegasus. Zij en Sailor Moon krijgen door hem een nieuwe kracht: de Superkrachten, ze veranderen in Super Sailor Chibi Moon en Super Sailor Moon. Als de Amazon Trio niet meer verder kan, wordt Zirconia's laatste hoop ingeschakeld: het Amazon Quartet bestaande uit Palla-Palla, Ves-Ves, Jun-Jun en Cere-Cere. De Sailors moeten met hen de strijd aangaan. Ondertussen blijkt dat Zirconia Pegasus wil vangen. Ze wil haar leider Queen Nehelenia, The Queen of Darkness, tot leven wekken. Of dit lukt is echter nog maar de vraag.
5. Stars: In deze laatste verhaallijn komen de Sailorstrijders tegenover hun sterkste tegenstander ooit te staan: Shadow Galactica. Deze organisatie wordt geleid door een onsterfelijk wezen, genaamd Chaos. Al snel blijkt dat Chaos achter de schermen verantwoordelijk was voor de komst van alle voorgaande tegenstanders van de Sailorstrijders, die hulp krijgen in de vorm van nieuwe Sailorstrijders. Shadow Galactica probeert van iedereen zijn Stars af te pakken.

## Personages
Bunny Tsukino (月野 うさぎ, Tsukino Usagi)De hoofdpersoon in de serie. Ze is de eerste van de Sailor Strijdsters die haar krachten krijgt. Bunny heeft een aantal slechte eigenschappen. Zo heeft ze een hekel aan studeren en zeker in het begin van de serie zou ze het liefst een normaal meisje zijn in plaats van een Sailorstrijder. Ze huilt al om de kleinste dingen, dit levert vaak grappige momenten op. Pas later begint ze haar taak serieuzer te nemen. In de originele Japanse versie heet ze Usagi Tsukino en in de oude Amerikaanse versie van de anime heet ze Serena Tsukino.
Mamoru Chiba (地場 衛, Chiba Mamoru)Een student die iets ouder is dan Bunny. Hij was op jonge leeftijd betrokken bij een auto-ongeluk, waardoor hij zijn geheugen heeft verloren. Hij vecht vaak mee met de Sailor Strijdsters als de gemaskerde held Tuxedo Mask.
Ami Mizuno (水野 亜美, Mizuno Ami)Een stil meisje dat het liefst met haar neus in de boeken zit. Ze is zeer intelligent. Als Sailor Mercurius bezit ze de macht over water. Ze komt vaak erg verlegen over.
Rei Hino (火野 レイ, Hino Rei)Een elegante miko. Door haar werk als een Shintopriesteres kan ze, ook als ze niet is veranderd in haar Sailorvorm, kwaad aanvoelen en herkennen. Ze heeft de macht over vuur. Ze is altijd erg serieus en gefocust. Zij is Sailor Mars.
Makoto Kino (木野 まこと, Kino Makoto)Een tomboy die zeker voor een Japans schoolmeisje uitzonderlijk lang en sterk is. Ze kan veranderen in Sailor Jupiter, met de macht over bliksem. Haar ouders zijn omgekomen bij een vliegramp, dus woont ze op zichzelf.
Minako Aino (愛野 美奈子, Aino Minako)Een dromer die voordat ze de andere Sailorstrijders ontmoette al een tijdje zelfstandig opereerde als Sailor V. Ze heeft een kat genaamd Artemis. Ze is Sailor Venus, de Sailorsstrijder van de liefde. Ze droomt ervan een beroemde zangeres te worden en neemt dan ook deel aan elke auditie die ze ziet. In de Live Action serie is minako sinds het begin van de serie al een beroemde zangeres en blijkt ze meer van hun verleden te weten dan de andere sailorstrijders.
Chibiusa (ちびうさ)De toekomstige dochter van Bunny en Mamoru. Ze kwam vanuit de dertigste eeuw naar het heden om haar ouders te helpen. Ze kan veranderen in Sailor Chibi Moon.
ChibiChibi (ちびちび)De menselijke gedaante van de Starseed van Galaxia. Ze kwam naar de plek waar de Sailor Strijdsters wonen om de clan van Shadow Galactica te verslaan.
Setsuna Meioh (冥王 せつな, Meiō Setsuna)Een mysterieuze vrouw die kan veranderen in Sailor Pluto, de bewaker van de poort van de tijd. Ze zondert zich af van de andere Sailorstrijders.
Michiru Kaioh (海王 みちる, Kaiō Michiru)Een getalenteerde vioolspeler. Als Sailor Neptunus heeft ze de macht over de oceaan. Ze kan naast vioolspelen ook goed tekenen. Ze is volledig toegewijd aan haar taak als Sailorstrijder en heeft daarvoor haar eigen dromen en ambities opzij gezet. Ze heeft ook een zeer goede band met haruka en dat is iets meer dan vriendschap.
Haruka Tenoh (天王 はるか, Ten'ō Haruka)alias Sailor Uranus, de strijder van de lucht. Voordat ze een Sailorstrijder werd, droomde ze ervan om een professioneel racer te worden. Ze is erg goed in het besturen van auto’s. Ze kleedt zich graag in mannenkleding en is zielsverwant met Michiru.
Hotaru Tomoe (土萠 ほたる, Tomoe Hotaru)Een eenzaam jong meisje, de dochter van Professor Souichi Tomoe. Door een verschrikkelijk laboratoriumongeluk in haar jeugd is ze erg zwak en ziek en is haar moeder overleden, zij en haar vader waren tevens gered door de hoofdvijand van seizoen 3. Ze is Sailor Saturnus, de soldaat van de stilte maar tegelijkertijd ook Mistress Nine.
Duistere Koninkrijk (ダークキングダム, Dāku Kingudamu)De antagonisten van de eerste verhaallijn. Dit koninkrijk was verantwoordelijk voor de vernietiging van het oude maankoninkrijk.
Zwarte maanclan (ブラックムーン一族, Burakku Mūn Ichizoku)Eerst werden twee wezens, Ale en Anne op de aarde geland om energie te verzamelen voor hun boom en zichzelf, maar toen ze verdwenen kwamen de Four Phantom Sisters, en daarna het rijk van Death Phantom.
Death Busters (デスバスターズ, Desu Basutāzu)De antagonisten van de derde verhaallijn. Hun doel is de alien Pharaoh 90 naar de aarde te halen.
Dead Moon Circus (デッドムーンサーカス, Deddo Mūn Sākasu)De antagonisten uit de vierde verhaallijn. Ze zoeken het gouden kristal om hun leider, koningin Nehellenia, te kunnen bevrijden uit haar gevangenis.
Shadow Galactica (シャドウギャラクティカ, Shadō Gyarakutika)De antagonisten uit de vijfde verhaallijn. Ze zoeken de Star Seeds, waarmee ze het universum willen omvormen naar een vorm die hun meester, Chaos, het beste aanspreekt.
Chaos (カオス, Kaosu)De hoofdvijand uit de serie. Hij was al die tijd verantwoordelijk voor de aanvallen van de tegenstanders van de Sailor Strijdsters. Chaos was koningin Metallia van het koninkrijk der duisternis, Death Phantom die Wiseman leidde, hij was ook de alien Pharaoh 90 en hij was een gedaante Nehelenia.

## Media in de franchise

### Manga
De Sailor Moon-franchise begon als een mangaserie geschreven en getekend door Takeuchi. Terugkerende thema’s in de manga zijn astronomie, Griekse mythologie, klassieke Japanse elementen en tieners. De volledige originele manga beslaat 60 hoofdstukken en 10 losse verhalen.

### Anime
De Sailor Moon-anime werd geproduceerd door TV Asahi, Toei Agency en Toei Animation. De serie begon een maand na de publicatie van de eerste manga. De serie telt 200 afleveringen, verdeeld over vijf seizoenen, waarvan elk gebaseerd is op een van de verhaallijnen uit de manga. In nagesynchroniseerde vorm is de serie in veel landen uitgezonden. In Nederland waren het eerste seizoen en 6 van het tweede, waardoor het op een groot open einde eindigde.In België werden alleen de eerste 26 afleveringen uitgezonden dus de helft van de Nederlandse. De Nederlandse nasynchronisatie was in Nederland te zien op Yorin. In België werd de serie uitgezonden door VT4.

#### Films
De anime bracht ook drie animatiefilms voort:
- Sailor Moon R (Sailor Moon R The Movie: Promise of the Rose)
- Sailor Moon S (Sailor Moon S The Movie: Hearts of Ice)
- Sailor Moon Supers: The Nine Warriors Get Together! Miracle in the Black Dream Hole (Sailor Moon SuperS The Movie: Black Dream Hole)

#### Muziek
De muziek voor de animeserie werd geschreven en gecomponeerd door verschillende personen, waaronder Naoko Takeuchi. Alle achtergrondmuziek werd gecomponeerd door Takanori Arisawa, die voor zijn werk van Columbia Records de "Golden Disk Grand Prize" kreeg.
De titelsong van de serie was aanvankelijk Moonlight Densetsu (ムーンライト伝説, Mūnraito Densetsu, Moonlight Legend), geschreven door Tetsuya Komoro (muziek) en Kanako Oda (tekst). Het was een van de populairste nummers uit de serie. Tegen het einde daarvan werd dit nummer vervangen door Sailor Star Song, geschreven door Shōki Araki.

#### Nederlandse nasynchronisatie
De Nederlandse versie werd uitgezonden door Yorkiddin'. De nasynchronisatie lag in de handen van Wim Pel Productions. En vertaling lag hierbij in handen van Mike Kuyt, en was gebaseerd op de Duitse versie van de serie. De titelsong getiteld Zeg het toverwoord werd ingezongen door Marlies Somers.
- Bunny Tsukino / Sailor Moon: Marlies Somers
- Ami Mizuno / Sailor Mercurius: Marjolein Algera
- Rei Hino / Sailor Mars: Hymke de Vries
- Makoto Kino / Sailor Jupiter: Laura Vlasblom (aflevering 25-26), Manon Ros (aflevering 27-52)
- Minako Aino / Sailor Venus: Edna Kalb
- Luna: Sien Diels
- Artemis: Jan Nonhof
- Mamoru Chiba / Tuxedo Mask: Ajolt Elsakkers
- Juffrouw Haruna: Kiki Koster
- Umino: Lex Passchier
- Naru: Melise de Winter
- Shingo: Kiki Koster
- Jadeite: Filip Bolluyt
- Nephrite: Viggo Waas
- Zoisite: Kiki Koster
- Kunzite: Jan Nonhof (aflevering 19-23), Hein van Beem (aflevering 27-44)

#### Afleveringen
De eerste 3 seizoenen waren gepland om uitgezonden te worden in Nederland, maar alleen de eerste 52 afleveringen werden uitgezonden op Yorkiddin in Nederland. Enkel de eerste 26 afleveringen werden in België uitgezonden vanwege verlopen rechten, dit was in Nederland ook het geval. Het complete eerste seizoen en 6 afleveringen van het tweede zijn in Nederland uitgezonden.
Seizoen 1 (Sailor Moon)
| Nr. | Nederlandse titel                          | Uitzenddatum in Japan |
| --- | ------------------------------------------ | --------------------- |
| 1   | De glans van juwelen!                      | 7 maart 1992          |
| 2   | De waarzegster                             | 14 maart 1992         |
| 3   | Het geheime programma                      | 21 maart 1992         |
| 4   | De afvalrace                               | 28 maart 1992         |
| 5   | Het nieuwe huisdier                        | 11 april 1992         |
| 6   | De held van mijn droom                     | 18 april 1992         |
| 7   | Sterrenslag                                | 25 april 1992         |
| 8   | Het genie                                  | 2 mei 1992            |
| 9   | Geen tijd                                  | 9 mei 1992            |
| 10  | De tempel der verliefden                   | 16 mei 1992           |
| 11  | Droomprinses                               | 23 mei 1992           |
| 12  | Het cruiseschip                            | 30 mei 1992           |
| 13  | Drie tegen Jedite                          | 6 juni 1992           |
| 14  | De tenniskampioene                         | 13 juni 1992          |
| 15  | Het park                                   | 20 juni 1992          |
| 16  | De bruidsjurk                              | 27 juni 1992          |
| 17  | Het fotomodel                              | 4 juli 1992           |
| 18  | Poppen huilen niet                         | 11 juli 1992          |
| 19  | Liefdesbrieven                             | 25 juli 1992          |
| 20  | Het spookhuis                              | 1 augustus 1992       |
| 21  | Op mijn erewoord                           | 8 augustus 1992       |
| 22  | Bunny's eerste kus / Het gemaskerde bal    | 15 augustus 1992      |
| 23  | Naru's eerste liefde                       | 22 augustus 1992      |
| 24  | Het verraad                                | 29 augustus 1992      |
| 25  | De vierde Sailor Strijdster                | 5 september 1992      |
| 26  | De splinters van het heilige zilverkristal | 12 september 1992     |
| 27  | De nieuwe beste van de groep               | 10 oktober 1992       |
| 28  | Het zelfportret                            | 17 oktober 1992       |
| 29  | Iedereen valt op Motoki                    | 24 oktober 1992       |
| 30  | De krankzinnige opa                        | 31 oktober 1992       |
| 31  | Luna heeft het moeilijk                    | 7 november 1992       |
| 32  | Op de kermis                               | 14 november 1992      |
| 33  | De dubbelganger                            | 21 november 1992      |
| 34  | De Maanprinses                             | 28 november 1992      |
| 35  | De vijfde Sailor Strijdster                | 5 december 1992       |
| 36  | De kapsalon                                | 12 december 1992      |
| 37  | De Engelse gravin                          | 19 december 1992      |
| 38  | Bunny, de skikoningin                      | 26 december 1992      |
| 39  | De ijskoningin                             | 9 januari 1993        |
| 40  | Het geheimzinnige meer                     | 16 januari 1993       |
| 41  | Ryo's waarschuwing                         | 23 januari 1993       |
| 42  | Liefdesproblemen                           | 30 januari 1993       |
| 43  | De val                                     | 6 februari 1993       |
| 44  | Op de Noordpool                            | 13 februari 1993      |
| 45  | Het laatste gevecht                        | 20 februari 1993      |
| 46  | Zware verliezen                            | 27 februari 1993      |

Seizoen 2 (Sailor Moon R)
| Nr. | Nederlandse titel                  | Uitzenddatum in Japan |
| --- | ---------------------------------- | --------------------- |
| 47  | Het monster                        | 6 maart 1993          |
| 48  | Sailor Strijdsters herenigd        | 13 maart 1993         |
| 49  | De ridder van het maanlicht        | 20 maart 1993         |
| 50  | Spiegeltje, spiegeltje aan de wand | 10 april 1993         |
| 51  | Het lentefeest                     | 17 april 1993         |
| 52  | Geloof in jezelf                   | 24 april 1993         |

(Vanaf hier worden geen nieuwe afleveringen meer uitgezonden in Nederland, enkel nog herhaald)

### Musical
Een reeks op Sailor Moon gebaseerde musicalshows, gezamenlijk SeraMyu genoemd, werd van 1993 tot 2005 opgevoerd. Daarna volgde een hiaat van 8 jaar en voor de 20e verjaardag van Sailor Moon werden er vanaf 2013 - 2018 weer musicals gemaakt. In totaal zijn er 36 musicals, waarvan er in het begin een aantal niet geregistreerd zijn, waardoor men deze waarschijnlijk nooit zal kunnen zien. Tezamen werden ze ruim 800 keer opgevoerd. De plot van de oude serie musicals volgt deels die van de manga, maar bevat ook origineel materiaal. De nieuwe serie musicals volgen echter wel de originele verhaallijnen. Ook werd er nieuwe muziek voor geschreven. In de nieuwe serie musicals zal men dan ook geen enkel muziekstuk uit de oude serie terugvinden.

### Live-actionserie
Een tokusatsuserie getiteld Pretty Guardian Sailor Moon werd uitgezonden van 4 oktober 2003 tot 25 september 2004. De serie telt 49 afleveringen. De verhaallijn volgde aanvankelijk de plot van de eerste delen van de manga, maar tegen het einde van de serie ging het verhaal een eigen richting op met nieuwe personages en gebeurtenissen. PGSM is alleen in Japan uitgezonden.

### Computerspellen
Er zijn meerdere Sailor Moon-spellen uitgebracht in Japan. Deze zijn voornamelijk gemaakt door Bandai en het Japanse spelbedrijf  Angel. De eerste spellen waren van het beat 'em up-genre, terwijl latere spellen meer elementen bezitten van de genres puzzel, vechten en rollenspel.
Buiten Japan zijn er drie Sailor Moon-spellen uitgebracht:
- Sailor Moon (美少女戦士セーラームーン, Bishōjo Senshi Sērā Mūn), ontwikkeld door Angel, voor de Super Nintendo Entertainment System.
- Sailor Moon: La Luna Splende, in Japan ontwikkeld door Open Sesame, voor de Nintendo DS, maar enkel uitgebracht in Italië.
- Sailor Moon Drops (セーラームーンドロップス), een puzzelspel voor Android en iOS.